# Großer Preis von Abu Dhabi 2009
Der Große Preis von Abu Dhabi 2009 (offiziell 2009 Formula 1 Etihad Airways Abu Dhabi Grand Prix) fand am 1. November auf dem Yas Marina Circuit auf der Yas-Insel statt und war das 17. und letzte Rennen der Formel-1-Weltmeisterschaft 2009.

## Berichte

### Hintergrund
Nach dem Großen Preis von Brasilien stand Jenson Button als Weltmeister fest. In der Fahrerwertung führte er uneinholbar mit 15 Punkten vor Sebastian Vettel und mit 17 Punkten vor Rubens Barrichello. In der Konstrukteurswertung führte Brawn-Mercedes ebenfalls uneinholbar mit 25,5 Punkten vor Red Bull-Renault und mit 90 Punkten vor McLaren-Mercedes.
Timo Glock wurde bei Toyota erneut von Kamui Kobayashi vertreten.
Kazuki Nakajima und Giancarlo Fisichella bestritten ihr letztes Formel-1-Rennen. Für Kimi Räikkönen war es das letzte Rennen bis zum Großen Preis von Australien 2012.
Der Große Preis von Abu Dhabi wurde erstmals ausgetragen, daher trat kein ehemaliger Sieger zu diesem Grand Prix an.

### Training
Im ersten freien Training setzte sich McLaren-Pilot Lewis Hamilton vor Button und Vettel an die Spitze des Feldes. Es war die zehnte Trainingsbestzeit des Briten.
Im zweiten Training am Freitag war der zweiten McLaren-Pilot Heikki Kovalainen der schnellste Fahrer. Hamilton belegte den zweiten Platz. Dritter wurde Button.
Im dritten freien Training, welches das letzte Training der Saison war, fuhr Weltmeister Button die schnellste Runde und war nur zwei tausendstel Sekunden schneller als Hamilton. Auf Platz drei folgte Buttons Teamkollege Barrichello.

### Qualifying
Das Qualifying bestand aus drei Teilen mit einer Nettolaufzeit von 45 Minuten. Im ersten Qualifying-Segment (Q1) hatten die Fahrer 18 Minuten Zeit, um sich für das Rennen zu qualifizieren. Die besten 15 Fahrer erreichten den nächsten Teil. Hamilton war Schnellster. Die Renault- und Force-India-Piloten sowie Fisichella im Ferrari schieden aus.
Der zweite Abschnitt (Q2) dauerte 15 Minuten. Die schnellsten zehn Piloten qualifizierten sich für den dritten Teil des Qualifyings. Hamilton war erneut Schnellster. Kovalainen hingegen schied aus. Neben dem Finnen schafften Jaime Alguersuari, Nakajima, Kobayashi und Räikkönen nicht den Sprung in den dritten Abschnitt.
Der letzte Abschnitt (Q3) ging über eine Zeit von zwölf Minuten, in denen die ersten zehn Startpositionen vergeben wurden. Hamilton sicherte sich die Pole-Position vor den beiden Red Bull von Vettel und Mark Webber. Für Hamilton war es die 17. Pole-Position in der Formel-1-Weltmeisterschaft.

### Rennen
Hamilton startete gut ins Rennen und behauptete seine Führung gegenüber Vettel und Webber. Auf den Plätzen vier und fünf kam es zu einem Überholmanöver von Button gegen seinen Teamkollegen Barrichello, der sich zuvor bei einer Kollision mit Webber seinen Frontflügel leicht beschädigt hatte. Entgegen allen Erwartungen gelang es Hamilton nicht, sich von den beiden Red Bull zu distanzieren, und er musste mit ca. einer Sekunde Vorsprung als Erster des Führungstrios an die Box.

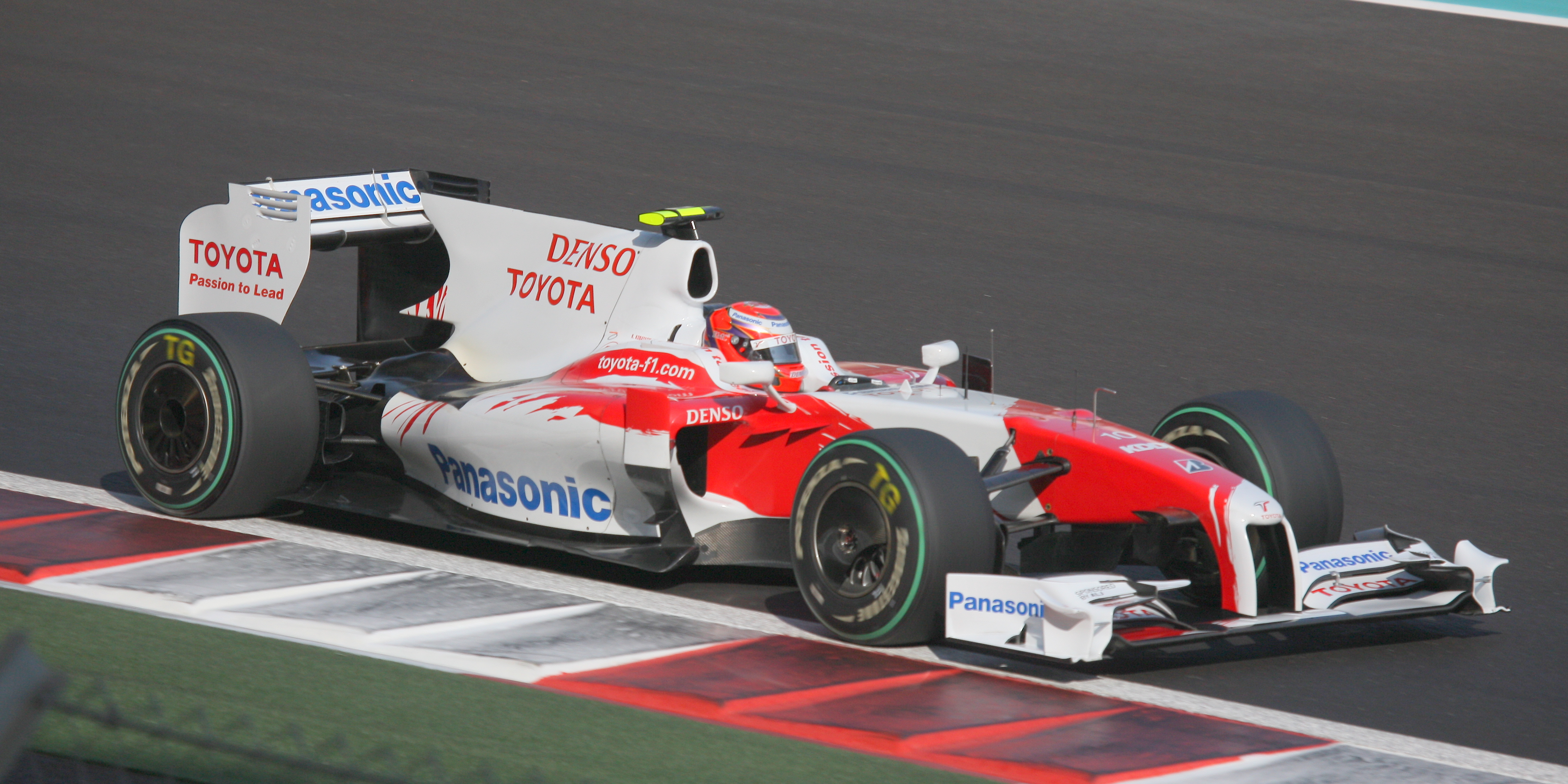
Neuling Kamui Kobayashi erzielte bereits in seinem zweiten Rennen WM-Punkte

Zeitgleich mit Hamilton absolvierte Weltmeister Button seinen Boxenstopp und kam vor Kobayashi zurück auf die Strecke. Den jungen Japaner, der in der ersten Runde bereits Räikkönen überholt hatte, konnte Button allerdings nicht hinter sich halten. Zwei Runden nach dem Boxenstopp von Hamilton musste auch Vettel seinen Stopp absolvieren. Dem Deutschen gelang es mehrere Sekunden vor Hamilton, zurück auf die Strecke zu fahren und die Führung zu übernehmen.

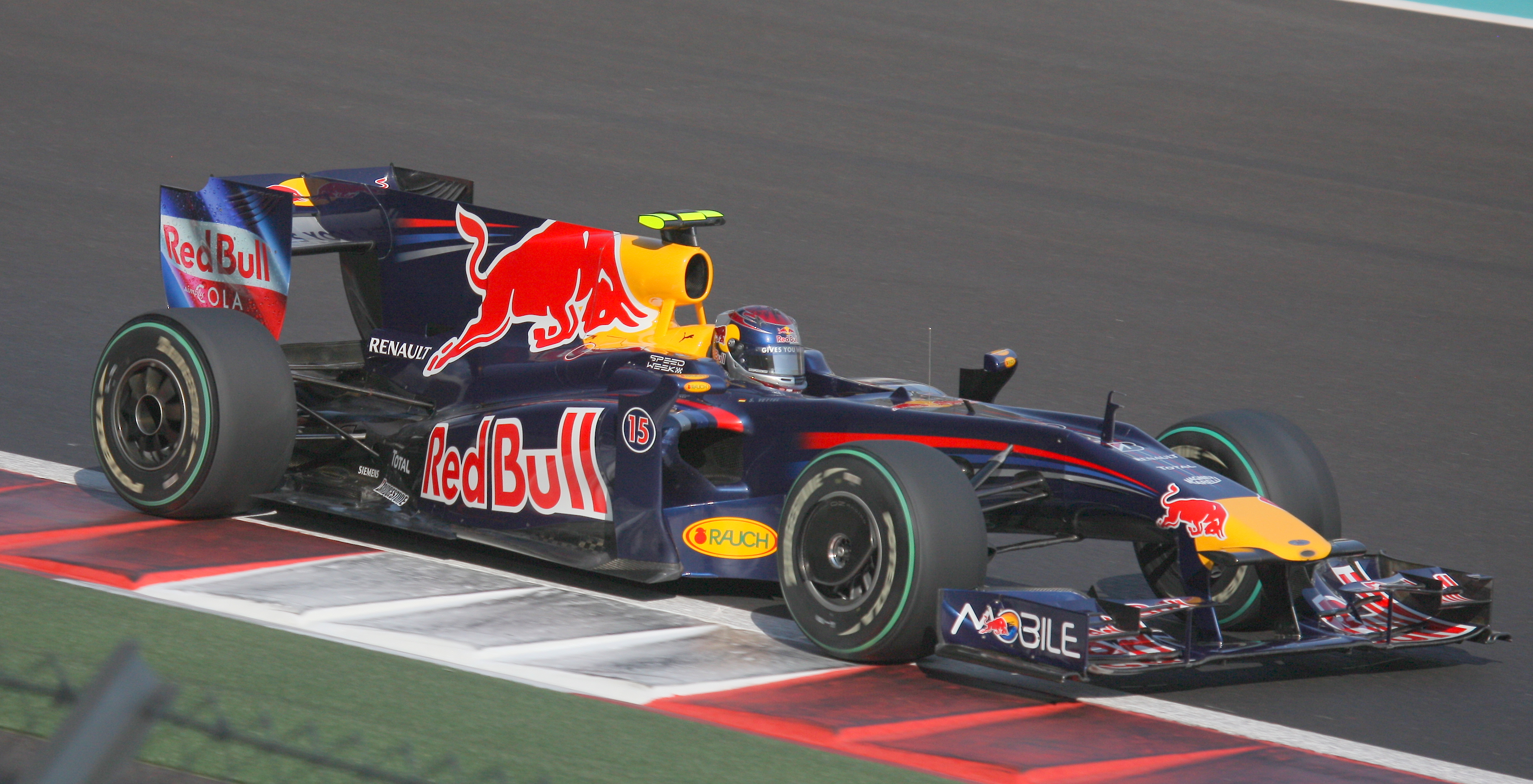
Sebastian Vettel gewann den ersten Großen Preis von Abu Dhabi

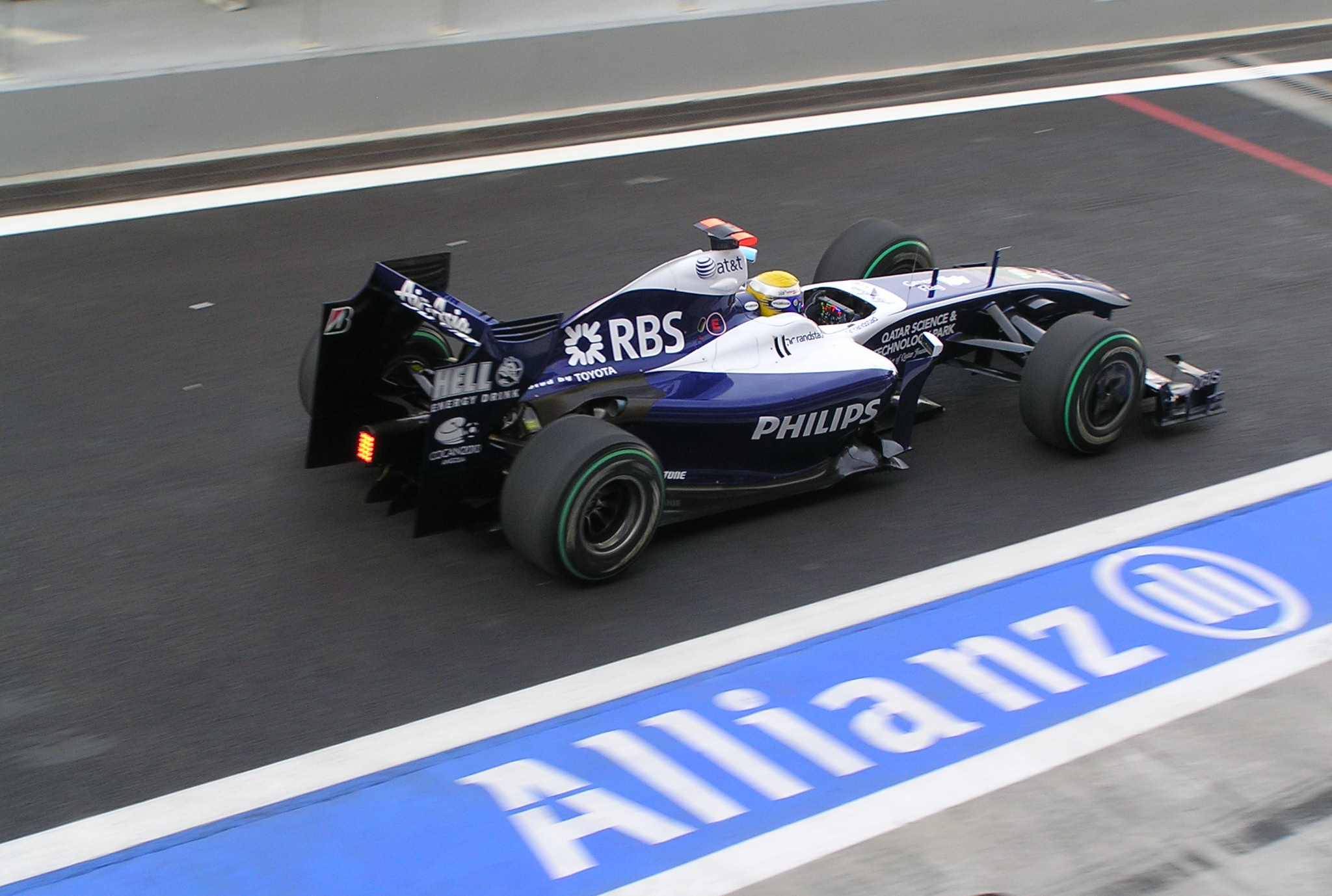
Nico Rosberg in der Boxengasse

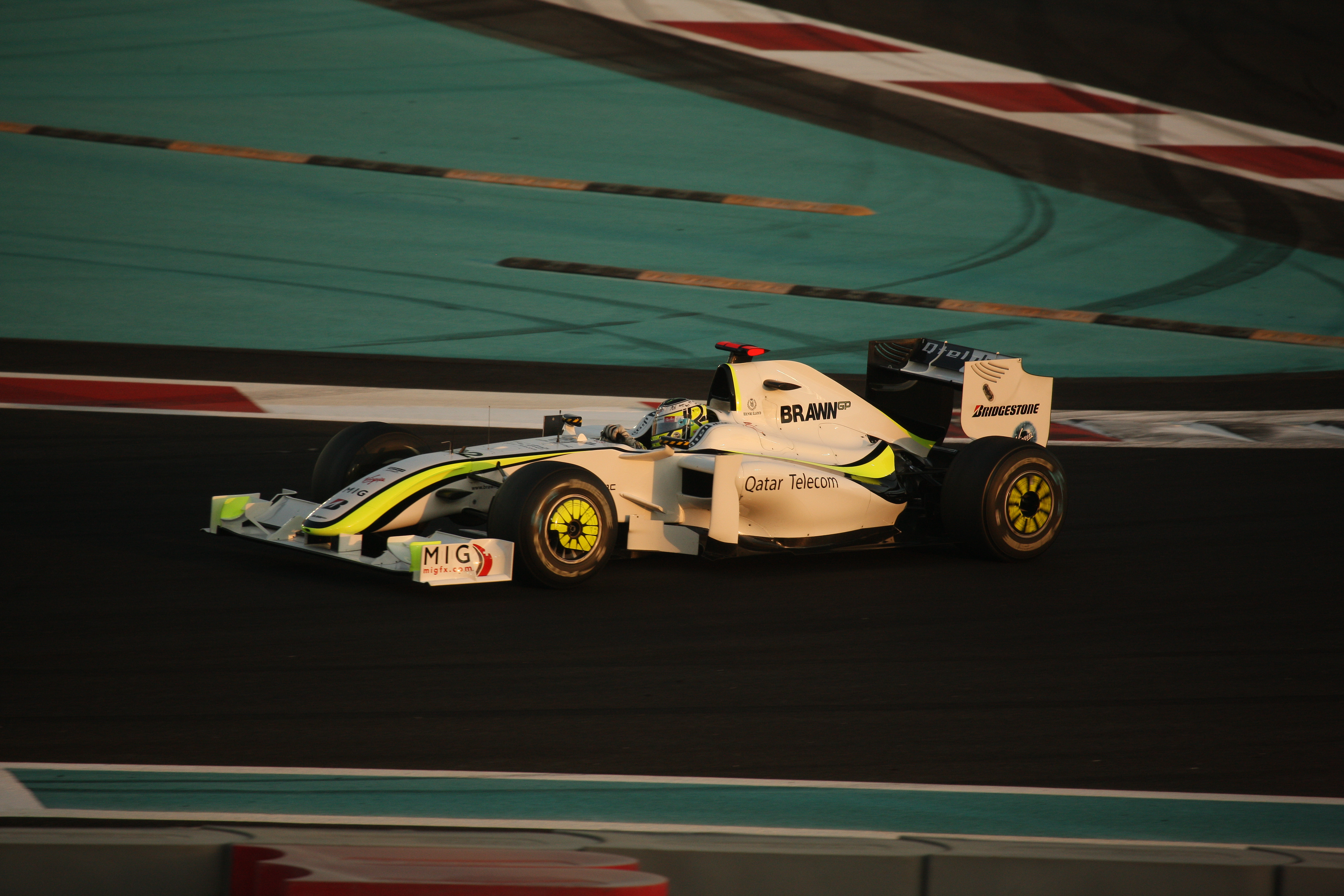
Jenson Button während es Qualifyings

Für einen kuriosen Ausfall sorgte Neuling Alguersuari: Der Toro-Rosso-Pilot steuerte aus Versehen die Box von Red Bull Racing an und musste sein Auto in der folgenden Runde mit leerem Tank abstellen. Eine Runde später musste auch Hamilton mit Bremsproblemen aufgeben. Nachdem die ersten Stopps absolviert waren, führte Vettel vor seinem Teamkollegen Webber das Rennen an. Auf Platz drei lag Kobayashi, der mit einer Einstoppstrategie ins Rennen gegangen war.
Bis zu den letzten Boxenstopps konnte Vettel seinen Vorsprung auf seinen Teamkollegen weiter ausbauen und seine Führung so absichern. Da Webber außerdem vor Vettel an die Box musste, war Vettels Führung nicht in Gefahr.
In der Schlussphase des Rennens kam es zwischen Webber und Button zu einem Duell um den zweiten Platz, das Webber letztendlich für sich entschied. Vettel gewann das letzte Saisonrennen und sicherte sich damit den Gewinn der Vizeweltmeisterschaft. Weitere Punkte gingen an Barrichello, Nick Heidfeld, Kobayashi, Jarno Trulli und Sébastien Buemi.

## Meldeliste
| Team                      | Nr. | Fahrer               | Chassis           | Motor                | Reifen |
| ------------------------- | --- | -------------------- | ----------------- | -------------------- | ------ |
| Vodafone McLaren Mercedes | 01  | Lewis Hamilton       | McLaren MP4-24    | Mercedes-Benz 2.4 V8 | B      |
| Vodafone McLaren Mercedes | 02  | Heikki Kovalainen    | McLaren MP4-24    | Mercedes-Benz 2.4 V8 | B      |
| Scuderia Ferrari Marlboro | 03  | Giancarlo Fisichella | Ferrari F60       | Ferrari 2.4 V8       | B      |
| Scuderia Ferrari Marlboro | 04  | Kimi Räikkönen       | Ferrari F60       | Ferrari 2.4 V8       | B      |
| BMW Sauber F1 Team        | 05  | Robert Kubica        | BMW Sauber F1.09  | BMW 2.4 V8           | B      |
| BMW Sauber F1 Team        | 06  | Nick Heidfeld        | BMW Sauber F1.09  | BMW 2.4 V8           | B      |
| Renault F1 Team           | 07  | Fernando Alonso      | Renault R29       | Renault 2.4 V8       | B      |
| Renault F1 Team           | 08  | Romain Grosjean      | Renault R29       | Renault 2.4 V8       | B      |
| Panasonic Toyota Racing   | 09  | Jarno Trulli         | Toyota TF109      | Toyota 2.4 V8        | B      |
| Panasonic Toyota Racing   | 10  | Kamui Kobayashi      | Toyota TF109      | Toyota 2.4 V8        | B      |
| Scuderia Toro Rosso       | 11  | Jaime Alguersuari    | Toro Rosso STR4   | Ferrari 2.4 V8       | B      |
| Scuderia Toro Rosso       | 12  | Sébastien Buemi      | Toro Rosso STR4   | Ferrari 2.4 V8       | B      |
| Red Bull Racing           | 14  | Mark Webber          | Red Bull RB5      | Renault 2.4 V8       | B      |
| Red Bull Racing           | 15  | Sebastian Vettel     | Red Bull RB5      | Renault 2.4 V8       | B      |
| AT&T Williams             | 16  | Nico Rosberg         | Williams FW31     | Toyota 2.4 V8        | B      |
| AT&T Williams             | 17  | Kazuki Nakajima      | Williams FW31     | Toyota 2.4 V8        | B      |
| Force India F1 Team       | 20  | Adrian Sutil         | Force India VJM02 | Mercedes-Benz 2.4 V8 | B      |
| Force India F1 Team       | 21  | Vitantonio Liuzzi    | Force India VJM02 | Mercedes-Benz 2.4 V8 | B      |
| Brawn GP Formula 1 Team   | 22  | Jenson Button        | Brawn BGP 001     | Mercedes-Benz 2.4 V8 | B      |
| Brawn GP Formula 1 Team   | 23  | Rubens Barrichello   | Brawn BGP 001     | Mercedes-Benz 2.4 V8 | B      |

Anmerkungen
1. ↑  Die Startnummern 18 und 19 wurden wegen des Rückzugs des Honda-Teams nicht vergeben. Das Nachfolgeteam Brawn GP bekam als Neuling traditionell die letzten Startnummern, das Team Force India rückte aus Marketinggründen nicht auf.

## Klassifikationen

### Qualifying
| Pos. | Fahrer               | Konstrukteur         | Q1       | Q2       | Q3       | Start |
| ---- | -------------------- | -------------------- | -------- | -------- | -------- | ----- |
| 01   | Lewis Hamilton       | McLaren-Mercedes (K) | 1:39,873 | 1:39,695 | 1:40,948 | 01    |
| 02   | Sebastian Vettel     | Red Bull-Renault     | 1:40,666 | 1:39,984 | 1:41,615 | 02    |
| 03   | Mark Webber          | Red Bull-Renault     | 1:40,667 | 1:40,272 | 1:41,726 | 03    |
| 04   | Rubens Barrichello   | Brawn-Mercedes       | 1:40,574 | 1:40,421 | 1:41,786 | 04    |
| 05   | Jenson Button        | Brawn-Mercedes       | 1:40,378 | 1:40,148 | 1:41,892 | 05    |
| 06   | Jarno Trulli         | Toyota               | 1:40,517 | 1:40,373 | 1:41,897 | 06    |
| 07   | Robert Kubica        | BMW Sauber           | 1:40,520 | 1:40,545 | 1:41,992 | 07    |
| 08   | Nick Heidfeld        | BMW Sauber           | 1:40,558 | 1:40,635 | 1:42,343 | 08    |
| 09   | Nico Rosberg         | Williams-Toyota      | 1:40,842 | 1:40,661 | 1:42,583 | 09    |
| 10   | Sébastien Buemi      | Toro Rosso-Ferrari   | 1:40,908 | 1:40,430 | 1:42,713 | 10    |
| 11   | Kimi Räikkönen       | Ferrari (K)          | 1:41,100 | 1:40,726 | –        | 11    |
| 12   | Kamui Kobayashi      | Toyota               | 1:41,035 | 1:40,777 | –        | 12    |
| 13   | Heikki Kovalainen    | McLaren-Mercedes (K) | 1:40,808 | 1:40,983 | –        | 13    |
| 14   | Kazuki Nakajima      | Williams-Toyota      | 1:41,096 | 1:41,148 | –        | 14    |
| 15   | Jaime Alguersuari    | Toro Rosso-Ferrari   | 1:41,503 | 1:41,689 | –        | 15    |
| 16   | Fernando Alonso      | Renault              | 1:41,667 | –        | –        | 16    |
| 17   | Vitantonio Liuzzi    | Force India-Mercedes | 1:41,701 | –        | –        | 17    |
| 18   | Adrian Sutil         | Force India-Mercedes | 1:41,863 | –        | –        | 18    |
| 19   | Romain Grosjean      | Renault              | 1:41,950 | –        | –        | 19    |
| 20   | Giancarlo Fisichella | Ferrari (K)          | 1:42,184 | –        | –        | 20    |

Anmerkungen
(K) = Rennwagen mit KERS

### Rennen
| Pos. | Fahrer               | Konstrukteur         | Runden | Stopps | Zeit        | Start | Schnellste Runde |
| ---- | -------------------- | -------------------- | ------ | ------ | ----------- | ----- | ---------------- |
| 01   | Sebastian Vettel     | Red Bull-Renault     | 55     | 2      | 1:34:03,414 | 02    | 1:40,279 (54.)   |
| 02   | Mark Webber          | Red Bull-Renault     | 55     | 2      | + 17,857    | 03    | 1:40,571 (14.)   |
| 03   | Jenson Button        | Brawn-Mercedes       | 55     | 2      | + 18,467    | 05    | 1:40,642 (49.)   |
| 04   | Rubens Barrichello   | Brawn-Mercedes       | 55     | 2      | + 22,735    | 04    | 1:40,449 (54.)   |
| 05   | Nick Heidfeld        | BMW Sauber           | 55     | 2      | + 26,253    | 08    | 1:40,672 (54.)   |
| 06   | Kamui Kobayashi      | Toyota               | 55     | 1      | + 28,343    | 12    | 1:40,779 (55.)   |
| 07   | Jarno Trulli         | Toyota               | 55     | 2      | + 34,366    | 06    | 1:40,723 (49.)   |
| 08   | Sébastien Buemi      | Toro Rosso-Ferrari   | 55     | 2      | + 41,294    | 10    | 1:40,326 (55.)   |
| 09   | Nico Rosberg         | Williams-Toyota      | 55     | 2      | + 45,941    | 09    | 1:40,997 (49.)   |
| 10   | Robert Kubica        | BMW Sauber           | 55     | 2      | + 48,180    | 07    | 1:40,924 (54.)   |
| 11   | Heikki Kovalainen    | McLaren-Mercedes (K) | 55     | 1      | + 52,798    | 13    | 1:41,316 (53.)   |
| 12   | Kimi Räikkönen       | Ferrari (K)          | 55     | 1      | + 54,317    | 11    | 1:40,843 (54.)   |
| 13   | Kazuki Nakajima      | Williams-Toyota      | 55     | 1      | + 59,839    | 14    | 1:40,754 (54.)   |
| 14   | Fernando Alonso      | Renault              | 55     | 1      | + 1:09,687  | 16    | 1:40,757 (54.)   |
| 15   | Vitantonio Liuzzi    | Force India-Mercedes | 55     | 1      | + 1:34,450  | 17    | 1:41,277 (54.)   |
| 16   | Giancarlo Fisichella | Ferrari (K)          | 54     | 2      | + 1 Runde   | 20    | 1:41,132 (54.)   |
| 17   | Adrian Sutil         | Force India-Mercedes | 54     | 2      | + 1 Runde   | 18    | 1:40,904 (34.)   |
| 18   | Romain Grosjean      | Renault              | 54     | 1      | + 1 Runde   | 19    | 1:42,274 (47.)   |
| –    | Lewis Hamilton       | McLaren-Mercedes (K) | 20     | 1      | DNF         | 01    | 1:40,367 (16.)   |
| –    | Jaime Alguersuari    | Toro Rosso-Ferrari   | 18     | 1      | DNF         | 15    | 1:43,318 (16.)   |

Anmerkungen
(K) = Rennwagen mit KERS

## WM-Stände nach dem Rennen
Die ersten acht des Rennens bekamen 10, 8, 6, 5, 4, 3, 2 bzw. 1 Punkt(e).

### Fahrerwertung
| Pos. | Fahrer             | Konstrukteur     | Punkte |
| ---- | ------------------ | ---------------- | ------ |
| 01   | Jenson Button      | Brawn-Mercedes   | 95,0   |
| 02   | Sebastian Vettel   | Red Bull-Renault | 84,0   |
| 03   | Rubens Barrichello | Brawn-Mercedes   | 77,0   |
| 04   | Mark Webber        | Red Bull-Renault | 69,5   |
| 05   | Lewis Hamilton     | McLaren-Mercedes | 49,0   |
| 06   | Kimi Räikkönen     | Ferrari          | 48,0   |
| 07   | Nico Rosberg       | Williams-Toyota  | 34,5   |
| 08   | Jarno Trulli       | Toyota           | 32,5   |
| 09   | Fernando Alonso    | Renault          | 26,0   |
| 10   | Timo Glock         | Toyota           | 24,0   |
| 11   | Felipe Massa       | Ferrari          | 22,0   |
| 12   | Heikki Kovalainen  | McLaren-Mercedes | 22,0   |
| 13   | Nick Heidfeld      | BMW Sauber       | 19,0   |

| Pos. | Fahrer               | Konstrukteur                   | Punkte |
| ---- | -------------------- | ------------------------------ | ------ |
| 14   | Robert Kubica        | BMW Sauber                     | 17,0   |
| 15   | Giancarlo Fisichella | Force India-Mercedes / Ferrari | 8,0    |
| 16   | Sébastien Buemi      | Toro Rosso-Ferrari             | 6,0    |
| 17   | Adrian Sutil         | Force India-Mercedes           | 5,0    |
| 18   | Kamui Kobayashi      | Toyota                         | 3,0    |
| 19   | Sébastien Bourdais   | Toro Rosso-Ferrari             | 2,0    |
| 20   | Kazuki Nakajima      | Williams-Toyota                | 0,0    |
| 21   | Nelson Piquet jr.    | Renault                        | 0,0    |
| 22   | Vitantonio Liuzzi    | Force India-Mercedes           | 0,0    |
| 23   | Romain Grosjean      | Renault                        | 0,0    |
| 24   | Jaime Alguersuari    | Toro Rosso-Ferrari             | 0,0    |
| 25   | Luca Badoer          | Ferrari                        | 0,0    |

### Konstrukteurswertung
| Pos. | Konstrukteur     | Punkte |
| ---- | ---------------- | ------ |
| 01   | Brawn-Mercedes   | 172,0  |
| 02   | Red Bull-Renault | 153,5  |
| 03   | McLaren-Mercedes | 71,0   |
| 04   | Ferrari          | 70,0   |
| 05   | Toyota           | 59,5   |

| Pos. | Konstrukteur         | Punkte |
| ---- | -------------------- | ------ |
| 06   | BMW Sauber           | 36,0   |
| 07   | Williams-Toyota      | 34,5   |
| 08   | Renault              | 26,0   |
| 09   | Force India-Mercedes | 13,0   |
| 10   | Toro Rosso-Ferrari   | 8,0    |